# NGC 6845D
NGC 6845D (другие обозначения — PGC 63978, ESO 284-8B, A 1957-47B) — галактика в созвездии Телескоп.
Этот объект не входит в число перечисленных в оригинальной редакции «Нового общего каталога» и был добавлен позднее.